# Ombra mai fu
Ombra mai fu è l'aria iniziale dell'opera Serse di Georg Friedrich Hӓndel.

## Contesto
L'opera fu un fallimento commerciale, replicata solo cinque volte a Londra dopo la prima esecuzione. Nel XIX secolo, l'aria venne riscoperta e divenne uno dei pezzi più noti di Handel. Il compositore aveva realizzato un adattamento da un pezzo di Bononcini che, a sua volta, aveva realizzato un riadattamento da Francesco Cavalli. Tutti e tre composero un'opera sullo stesso libretto di Nicolò Minato.

## Musica
Originariamente composta per essere eseguita da un soprano castrato (e cantata ai giorni nostri in Serse da un tenore, soprano, mezzosoprano, contralto o sopranista), venne spesso arrangiata per altre voci, cori e strumenti, compreso l'organo, pianoforte, violino e pianoforte e quartetto d'archi, spesso con il titolo "Largo da Serse", anche se il tempo del pezzo originale era larghetto.
Nell'opera, l'aria è preceduta da un breve recitativo accompagnato di nove battute, nella scena ("Frondi tenere e belle"). L'aria è breve; consiste in 52 battute e dura circa quattro minuti.
La strumentazione è per archi: primi e secondi violini, viola e bassi. La musica è scritta in tonalità di Fa maggiore nel tempo di 3/4.

## Testo

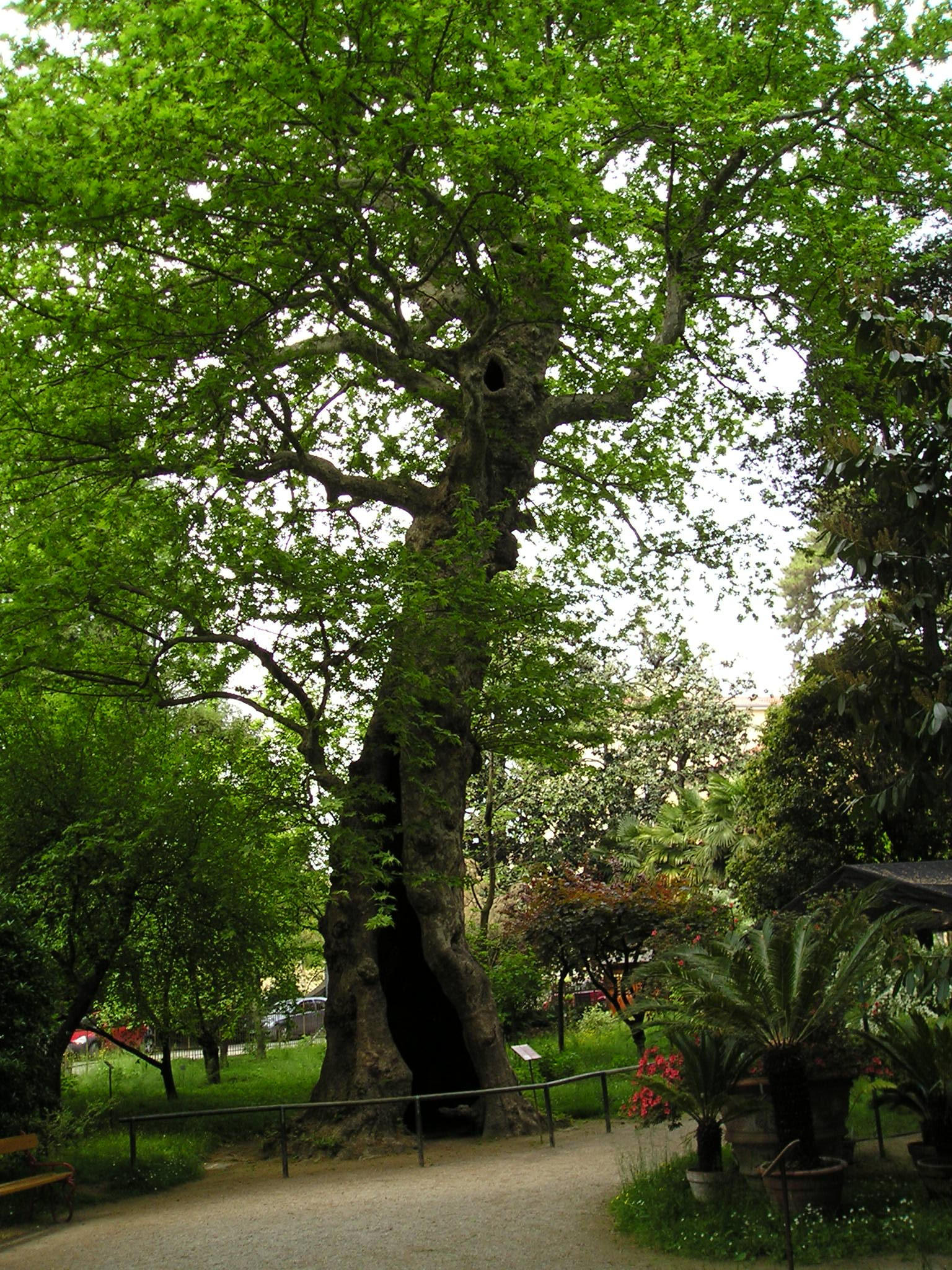
Platano (piantato nel 1680)

Viene cantata dal protagonista, Serse I di Persia, mentre guarda l'ombra di un platano.
| Frondi tenere e belle del mio platano amato per voi risplenda il fato. Tuoni, lampi, e procelle non v'oltraggino mai la cara pace, né giunga a profanarvi austro rapace. Ombra mai fu di vegetabile, cara ed amabile, soave più. |

## Cultura
L'aria è stata inserita nella colonna sonora di diversi film. L'intera versione operistica appare in Farinelli (1994), una biografia romanzata che racconta le inimicizie fra Handel ed il famoso castrato Farinelli. Venne inserita anche in Le relazioni pericolose (1988), in Orgoglio e pregiudizio (serie TV del 1995), con versi in lingua inglese. Vista l'ambientazione di questi due film (anni 1780 in Francia e primi anni del XIX secolo in Inghilterra), quando Ombra mai fu era stata dimenticata, l'inclusione dei due pezzi, anche se non completamente anacronistica, non era certamente molto in linea con gli ascolti del tempo. Nel 1959 il film The Lady Is a Square termina con l'aria cantata da Frankie Vaughan.
Ombra mai fu è inserita nel film Musikanten (2005), regia di Franco Battiato, nella scena in cui Ludwig van Beethoven (interpretato da Alejandro Jodorowsky) sul letto di morte pronuncia la frase "Handel è il compositore più grande". La scena finale del film di Sebastián Lelio del 2017 (Una donna fantastica) vede Daniela Vega (alias Marina Vidal) interpretare la famosa aria, nella formazione cameristica del sestetto con voce (pianoforte, quartetto d'archi e corno francese): icastica chiosa musicale di una narrazione composta e dolorosa allo stesso tempo. L'aria in una trasposizione per organo è stata inserita in una celebre scena del finale del film Germania anno zero (1946) di Roberto Rossellini. Nel film del 2019 La tela dell'inganno del regista Giuseppe Capotondi, l'aria è stata inserita nella scena di apertura.
Nel 2021 è stata inserita nella colonna sonora della serie televisiva coreana Vincenzo .